# Альфахор

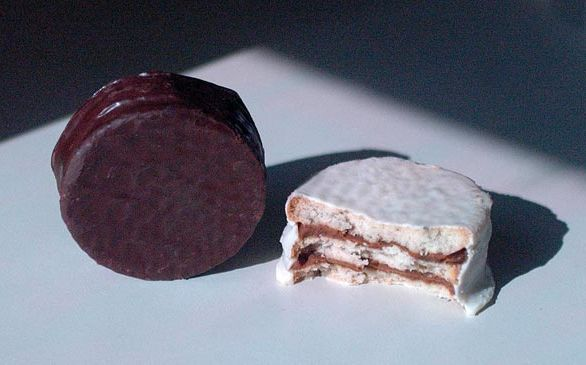
Два альфахори (з «чорним» і «білим» шоколадом)

Альфахо́р (ісп. alfajor, ісп. вимова: [alfaˈxor], араб. الفاخر) — різновид солодощів, традиційний для деяких областей Іспанії та країн Латинської Америки, включаючи Південну Америку, Центральну Америку і Мексику. Складається здебільшого з двох шарів солодкого круглого печива з начинкою між ними (дульсе-де-лече або джем) і покритих цукровою пудрою. 
У Південній Америці альфахори поширені в Аргентині, Уругваї, Еквадорі, Парагваї, Чилі, Перу та в Південному регіоні Бразилії. Хоча цей продукт здобув популярність в Аргентині та Уругваї з середини XIX століття, своє походження він веде з арабського світу. Назва альфахор походить від араб. الفاخر (Арабська вимова: [ælfæːxɪr]), що означає «фантастичні» або «чудові» солодощі. Вперше альфахор з'явився в Іберії в період існування Аль-Андалусії.

## Різновиди
Ще один популярний (хоча і не завжди використовується) інгредієнт альфахора — це покриття з білого або чорного шоколаду (багато альфахорів продаються в «чорному» і «білому» різновидах). Є ще один різновид, званий «Alfajor de nieve», який замість шоколадного має «сніжне» покриття, що є сумішшю яєчних білків з цукром. Перуанські альфахори зазвичай покриті цукровою пудрою, як видно на ілюстрації, і наповнені манхар бланко. Багато альфахорів продаються загорнутими в алюмінієву фольгу. У Мексиці альфахор — це триколірні солодощі, зроблені з кокоса. В Нікарагуа вони більш схожі на той тип, який поширений на Канарських островах, і зроблені з додаванням меляси, різних типів злаків і какао, на зразок більшості шоколадних батончиків, але виробляються вручну і упаковуються в пластикову обгортку або вощений папір.
Інші різновиди альфахорів відрізняються різними інгредієнтами при приготуванні бісквітів, наприклад, з додаванням арахісу; вони також мають різні наповнювачі та покриття і навіть додатковий третій бісквіт (alfajor triple).
У провінції Кадіс (Іспанія) є зовсім інші кондитерські вироби, також звані альфахор, які роблять з борошна, меду, мигдалю і декількох спецій, наприклад, кориці. Найчастіше вони продаються перед Різдвом.

## Галерея

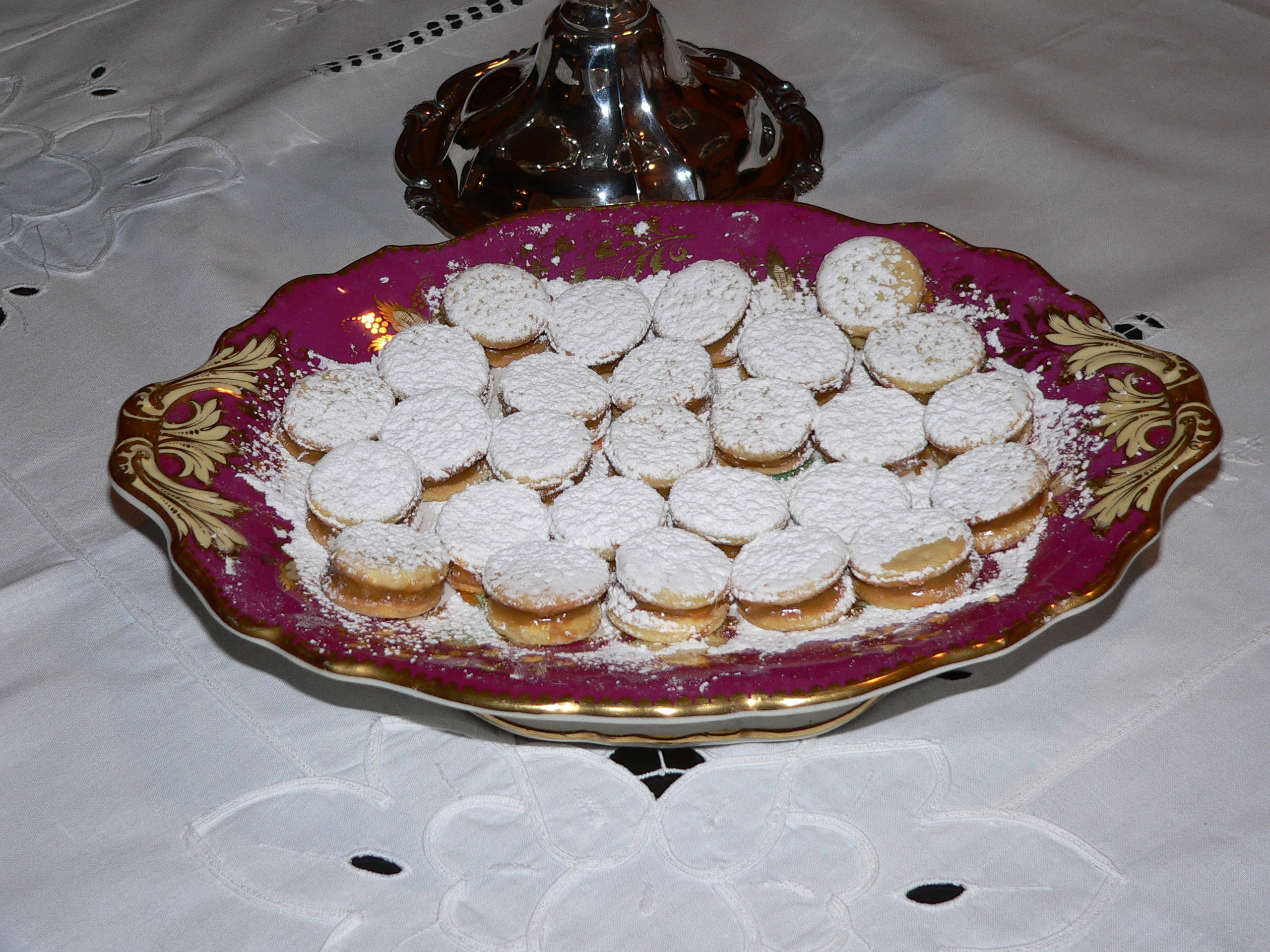
Перуанські альфахори
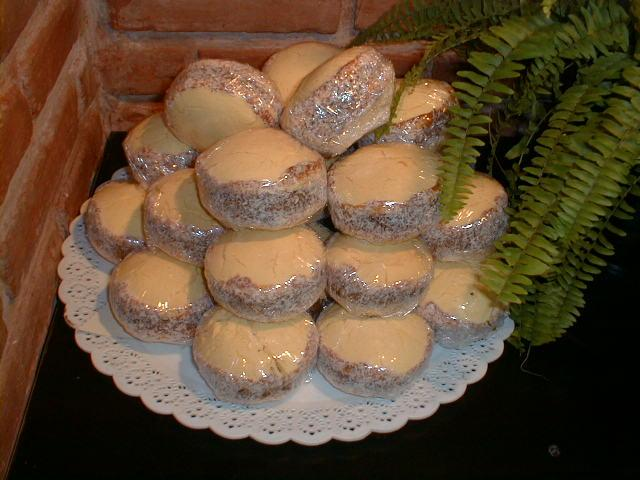
Промислово виготовлені альфахори з кукурудзяним крохмалем і дульсе-де-лече.
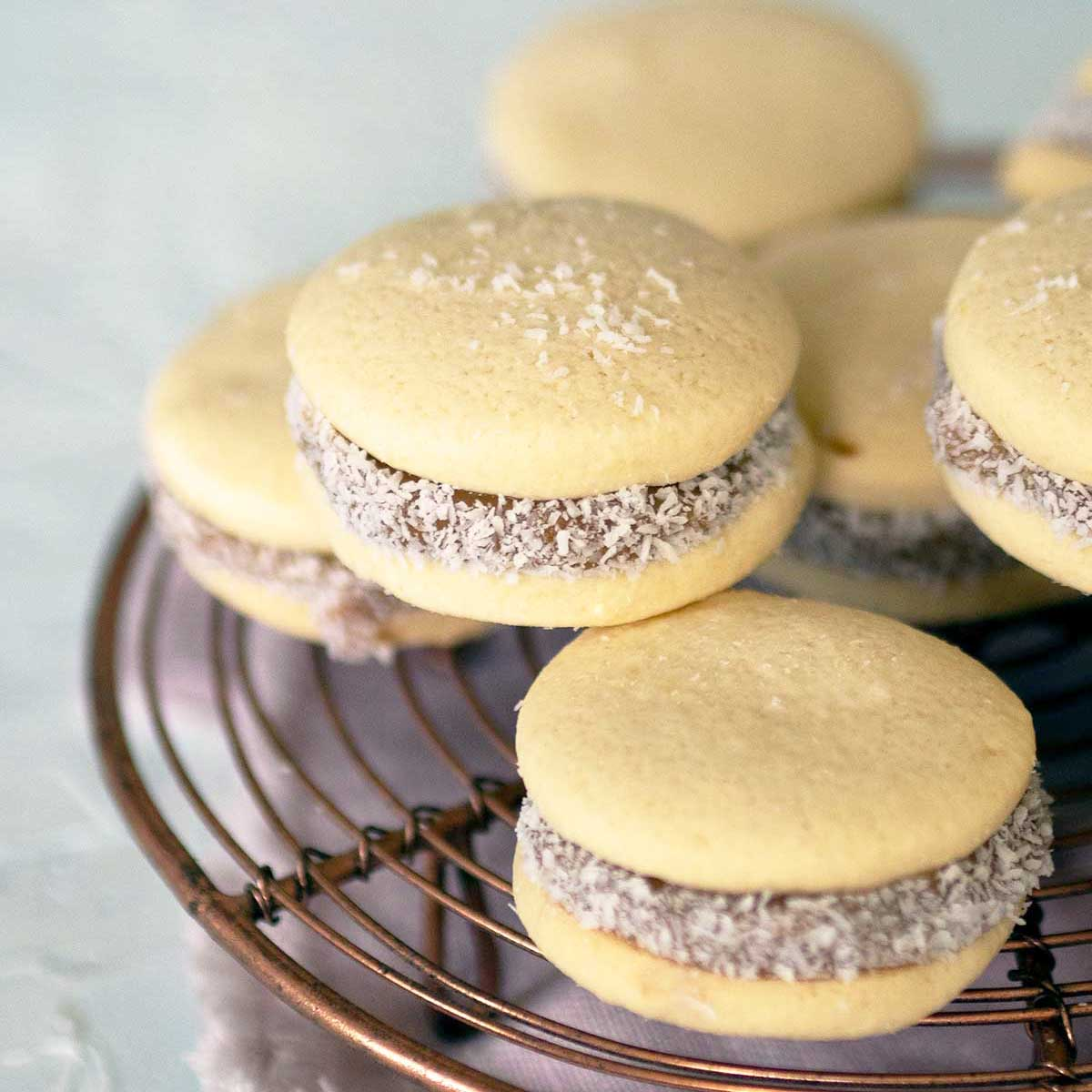
Домашні альфахори
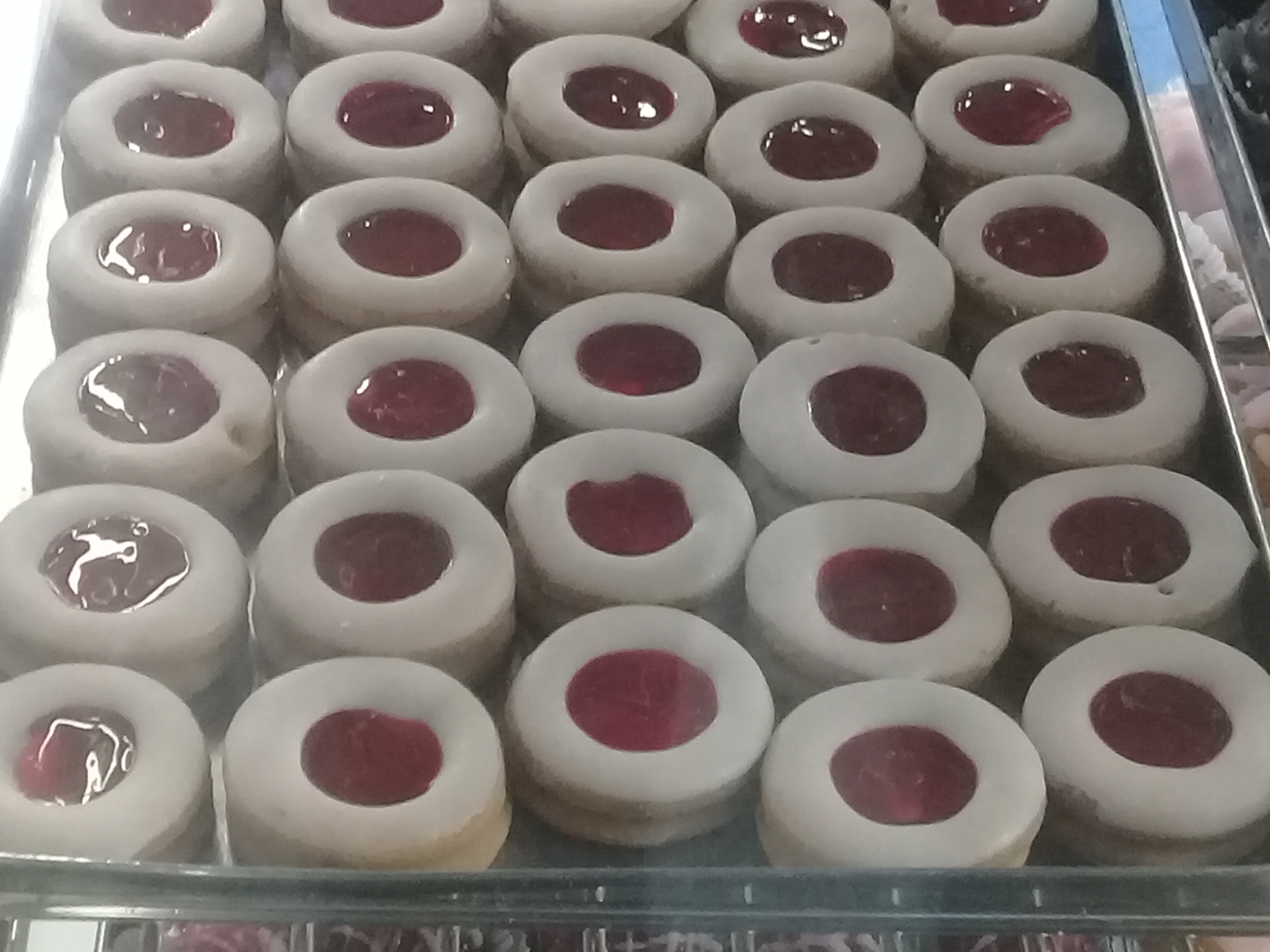
Уругвайські альфахори з мармеладом з айви
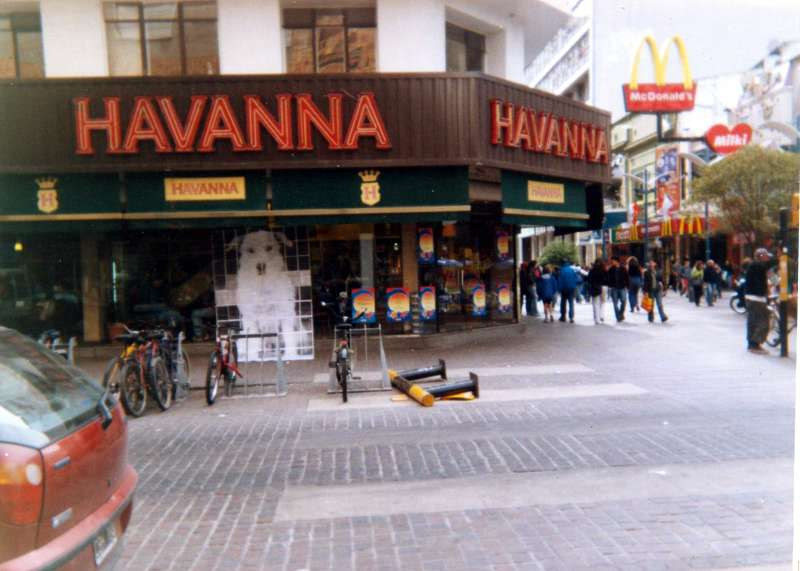
Havanna, один з головних магазинів і бренд альфахорів у Мар-дель-Плата, Аргентина.